# Капитул
Капи́тул (лат. capitulum, англ. chapter, фр. chapitre)
- В католицизме и в некоторых ветвях протестантизма — коллегия (совет) клириков при епископской кафедре (кафедральный капитул)[1][2] или коллегиальной церкви (коллегиальный капитул). Члены капитула именуются канониками.
- В Средние века — общее собрание членов монашеского или духовно-рыцарского ордена.
- Здание или помещение собора, монастыря, в котором проводятся собрания[3].
- В Российской империи учреждение, ведавшее изготовлением и вручением орденов и других наград.
- Организационная структура, объединяющая масонов Древнего и принятого шотландского устава (с 15° по 18°).